# Aeropuerto José Leonardo Chirino
El Aeropuerto José Leonardo Chirino (IATA: CZE, OACI: SVCR), está ubicado en la ciudad de Coro, Venezuela; es el segundo aeropuerto en importancia del estado Falcón, se encuentra en el occidente venezolano.

## Cierre temporal
El aeropuerto ha perdido su calificación de internacional debido al estado de abandono en que se encontraba. La gobernadora del estado Falcón Stella Lugo de Montilla, se comprometió a solucionar los problemas del aeropuerto y ayudar a la apertura de nuevas rutas a mediano plazo.
Los vuelos a Caracas por parte de Conviasa y de Avior estaban suspendidos desde comienzos de 2011. El presidente Hugo Chávez aprobó recursos por más de 97 millones de bolívares para reactivar el aeropuerto. Los trabajos comenzaron en febrero de 2012. Luego de la aprobación se ejecutaron distintas obras de renovación entre las que se encuentran el asfaltado y reacondicionamiento de 2150 m, la ampliación de 45 a 75 metros de la pista principal y plataforma, zonas y módulos de chequeo al pasajero y la cerca perimetral de 7 km que conforma los terrenos del aeropuerto.

## Reactivación
A las 8:00 de la mañana del 4 de diciembre de 2012 fueron reactivadas las operaciones comerciales en el aeropuerto José Leonardo Chirino de Coro por parte de la empresa estatal Conviasa con un vuelo directo proveniente del Aeropuerto Internacional Simón Bolívar de Maiquetía en un Bombardier CRJ-700 con registro (YV2115) el cual fue recibido con el tradicional cruce de aguas por los bomberos aeronáuticos del terminal aéreo. Durante la reactivación de las operaciones comerciales estuvieron representantes de la autoridad aeronáutica nacional adscritas al Ministerio del Poder Popular para Transporte Acuático y Aéreo, el presidente del Instituto Nacional de Aeronáutica Civil (INAC) General de División Francisco Paz Fleitas y el presidente de Conviasa General de Brigada César Martínez, así como la gobernadora del estado Falcón quienes recibieron a la aeronave en la plataforma del aeropuerto.
Los destinos a Punto Fijo, Maracaibo y Valera comenzarán próximamente tras la reactivación del terminal aéreo. Se esperan más vuelos a otros lugares de Venezuela así como la recuperación de la categoría internacional.

## Aerolínea y destino
| Destinos por aerolínea                | Destinos por aerolínea |
| Aerolínea                             | Ciudad                 |
| ------------------------------------- | ---------------------- |
| Rutaca Airlines 1 destino             | Nacional (1): Caracas  |
| Total: 1 destino, 1 país, 1 aerolínea |                        |

### Destino Nacional
| Ciudades                                | Nombre del aeropuerto                               | Aerolínea       |
| --------------------------------------- | --------------------------------------------------- | --------------- |
| Distrito Capital - Caracas              | Aeropuerto Internacional de Maiquetía Simón Bolívar | Rutaca Airlines |
| Total: 1 destino, 1 estado, 1 aerolínea |                                                     |                 |

Opera la siguiente aerolínea con el respectivo equipos, así:
- Rutaca Airlines: Boeing 737-300

## Próximos destinos
- Conviasa
  - Caracas, Aeropuerto Internacional de Maiquetía Simón Bolívar